# Анселмо (Небраска)
Анселмо (англ. Anselmo) — селище (англ. village) в США, в окрузі Кастер штату Небраска. Населення — 108 осіб (2020).

## Географія
Анселмо розташоване за координатами 41°37′7″ пн. ш. 99°51′52″ зх. д. / 41.61861° пн. ш. 99.86444° зх. д. (41.618581, -99.864577).  За даними Бюро перепису населення США в 2010 році селище мало площу 0,69 км², уся площа — суходіл.

## Демографія
Згідно з переписом 2010 року, у селищі мешкало 145 осіб у 62 домогосподарствах у складі 44 родин. Густота населення становила 211 особа/км².  Було 71 помешкання (103/км²).
Расовий склад населення:
| - 98,6 % — білих |

До двох чи більше рас належало 1,4 %. Частка іспаномовних становила 2,8 % від усіх жителів.
За віковим діапазоном населення розподілялося таким чином: 23,4 % — особи молодші 18 років, 52,5 % — особи у віці 18—64 років, 24,1 % — особи у віці 65 років та старші. Медіана віку мешканця становила 45,5 року. На 100 осіб жіночої статі у селищі припадало 123,1 чоловіків;  на 100 жінок у віці від 18 років та старших — 113,5 чоловіків також старших 18 років.
Середній дохід на одне домашнє господарство  становив 54 952 долари США (медіана — 46 250), а середній дохід на одну сім'ю — 57 017 доларів (медіана — 58 750). За межею бідності перебувало 12,4 % осіб, у тому числі 14,5 % дітей у віці до 18 років та 16,7 % осіб у віці 65 років та старших.
Цивільне працевлаштоване населення становило 97 осіб. Основні галузі зайнятості: освіта, охорона здоров'я та соціальна допомога — 25,8 %, транспорт — 18,6 %, роздрібна торгівля — 15,5 %, виробництво — 12,4 %.